# Computational design
Computational design betekent letterlijk het vormgeven met behulp van rekenkracht van computer en scripting. 
Computational design maakt vormen mogelijk die voorheen als te bewerkelijk golden zoals datascapes of BLOB.